# Bénédicte Nardou
Bénédicte Nardou, née le 10 février 1970, est une judokate française.

## Biographie
Elle remporte dans la catégorie des moins de 48 kg le Tournoi de Sofia en 1992, le Tournoi de Budapest en 1993 et le Tournoi de Bâle en 1996.
Elle obtient aux Championnats d'Europe par équipes de judo la médaille d'or en 1993 et la médaille d'argent en 1994.
Elle était la conjointe du judoka Philippe Pradayrol, qui décède après un accident de la route en 1993.
Après avoir travaillé au cabinet du ministère des sports de 2014 à 2017, elle rejoint le cabinet de conseil sportif Keneo.